# Philodendron simsii
Philodendron simsii là một loài thực vật có hoa trong họ Ráy (Araceae). Loài này được (Hook.) Sweet ex Kunth miêu tả khoa học đầu tiên năm 1841.

## Hình ảnh

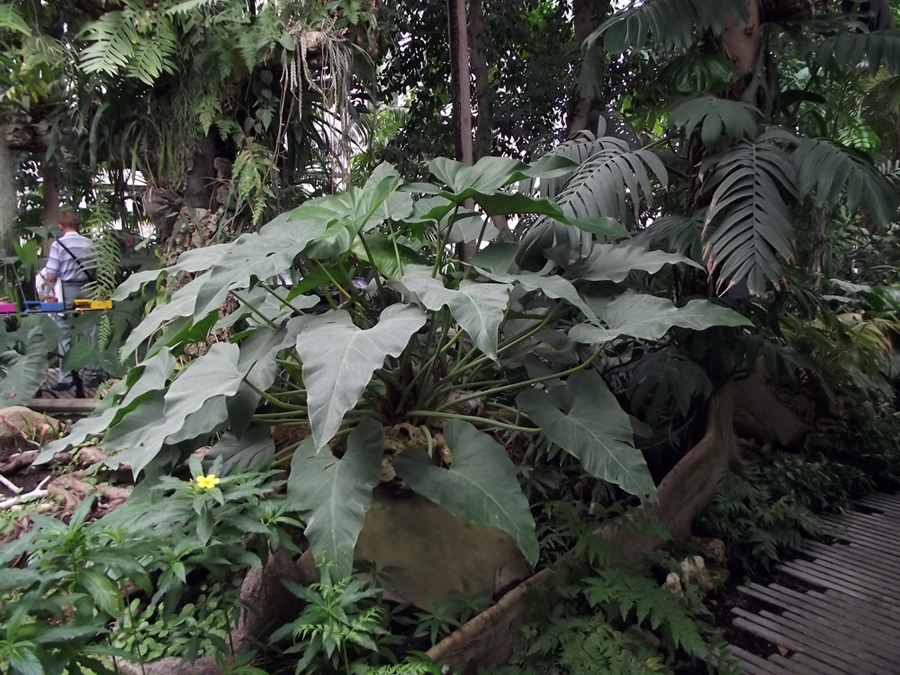